# Mario Tennis Open
Mario Tennis Open är ett Mariosportspel till Nintendo 3DS. Detta tillkännagavs först vid Nintendos 3DS-presskonferens lite innan Tokyo Game Show. Spelet är det senaste spelet i spelserien Mario Tennis och släpptes den 25 maj 2012 i Europa. Spelet är det första i Mario Tennis-serien att ha möjligheten att spela online. Precis som tidigare Mario Tennis-spel så innehåller Mario Tennis Open karaktärer, miljöer och scenarion från Marioserien. Spelarna kan spela vanliga tennismatcher men också speciella matcher med andra regler och mål.

## Spelbara karaktärer
- Mario
- Luigi
- Bowser
- Peach
- Mii
- Daisy
- Wario
- Waluigi
- Yoshi
- Donkey Kong
- Diddy Kong
- Bowser Jr.
- Boo

## Icke spelbara karaktärer
- Lakitu
- Toad
- Pianta
- Noki
- Goomba
- Mecha-Koopa
- Penguin
- Shy Guy
- Koopa Troopa

## Banor
- Mario Stadium (hardcourt, lera och gräs)
- Peach's Palace (matbana)
- Bowser's Castle (stenbana)
- DK Jungle (träbana)
- Mushroom Valley (svampbana)
- Penguin Iceberg (snöbana)
- Wario Dunes (sandbana)
- Galaxy Dome (rymdbana)

## Special Games
- Super Mario Tennis
- Ring Shot
- Ink Showdown
- Galaxy Rally